# Antoni Deig i Clotet
Antoni Deig i Clotet (Navàs, 1926 - Manresa, 2003), bisbe i poeta català, fou bisbe de Menorca i de Solsona.

## Biografia
Va néixer a Navars l'11 de març del 1926, fill d'una família treballadora del poble. Va fer els seus estudis eclesiàstics al seminari de Solsona i es llicencià en Dret Canònic a la Universitat de Salamanca.
Fou ordenat sacerdot el 16 d'abril de 1949. Fou nomenat secretari particular de Josep Pont i Gol, quan aquest fou preconitzat bisbe de Sogorb-Castelló el 1951, i ho continuà sent quan accedí a l'Arquebisbat de Tarragona el 1970. Va ser canonge i vicari episcopal.
El 20 de setembre de 1977, el papa Pau VI el va nomenar bisbe de Menorca. El 5 de novembre del mateix any va prendre possessió de la diòcesi i va ser consagrat bisbe. A l'illa dugué a terme una tasca pastoral caracteritzada per la importància que atorgava al mestratge catequètic. Va ser propulsor de la província eclesiàstica de les Balears, fita que encara no s'ha aconseguit, ja que les Illes segueixen formant part de la província eclesiàstica de València. Igualment, va contribuir a disminuir les barreres que tradicionalment separaven les diverses illes i també va deixar empremta a Mallorca.
El 7 de març de 1990, Sant Joan Pau II el va nomenar bisbe de Solsona, per tal d'ocupar la vacant provocada per la defunció de Miquel Moncadas, i va prendre possessió del bisbat el dia 22 d'abril. Va ser un dels principals impulsors de la campanya iniciada el 1991 per a la creació d'una Conferència Episcopal Catalana, proposta que fou debatuda en el Concili Provincial Tarraconense del 1995. Va fer bandera de la defensa de la llengua i la cultura catalanes i va protagonitzar alguns enfrontaments amb la jerarquia eclesiàstica. Sempre va expressar obertament el seu tarannà nacionalista, que ell mai no separava de les seves conviccions cristianes ni del seu paper de pastor de l'Església. Fruit de la seva popularitat, va intervenir sovint en diversos mitjans de comunicació i va impartir conferències arreu del país,
És un dels personatges del llibre Jo no sóc espanyol (1999) de Víctor Alexandre.
Al complir els 75 anys, va demanar la renúncia al capdavant de la diòcesi solsonina que va ser acceptada el 28 de juliol de 2001. El 30 de setembre, el seu successor, Jaume Traserra, el va substituir, moment a partir del qual va a passar a ser bisbe emèrit de Solsona.
La Generalitat de Catalunya el va guardonar amb la Creu de Sant Jordi l'any 2002.
Va morir el 12 d'agost de 2003 ingressat a l'Hospital de Sant Joan de Déu de Manresa a causa d'un càncer a l'estómac. Dos dies després fou enterrat a la Catedral de Solsona, després d'haver-se celebrat un funeral multitudinari.

## Obres
- D'unes i altres (1976)
- La paraula i el ritme (1980)
- O Menorca! (1982).
- Glosses quaresmals (1994)
- El nacionalisme, és pecat? (1996)
- Què pensa Antoni Deig? (1996)
- Creients i no creients. Francesc Romeu conversa amb Antoni Deig i Jordi Coca (2002),
- Regla Pastoral de Gregori el Gran (traducció, 1991)

Bona part del seu compromís amb els drets nacionals de Catalunya i la seva llengua figura en el llibre Jo no sóc espanyol (1999) de Víctor Alexandre.

## Tractaments i títols
Alguns dels tractaments honorífics i títols que va rebre Antoni Deig al llarg de la seva vida van ser els següents:
- Del 20 de setembre al 5 de novembre de 1977: Excel·lentíssim i Reverendíssim Monsenyor Antoni Deig i Clotet, bisbe preconitzat de Menorca.
- Del 5 de novembre de 1977 al 7 de març de 1990: Excel·lentíssim i Reverendíssim Monsenyor Antoni Deig i Clotet, bisbe de Menorca.
- Del 7 de març al 22 d'abril de 1990: Excel·lentíssim i Reverendíssim Monsenyor Antoni Deig i Clotet, bisbe preconitzat de Solsona i administrador apostòlic de Menorca.
- Del 22 d'abril de 1990 al 28 de juliol de 2001: Excel·lentíssim i Reverendíssim Monsenyor Antoni Deig i Clotet, bisbe de Solsona.
- Del 28 de juliol al 30 de setembre de 2001: Excel·lentíssim i Reverendíssim Monsenyor Antoni Deig i Clotet, bisbe administrador apostòlic de Solsona.
- Del 30 de setembre de 2001 al 12 d'agost de 2003: Excel·lentíssim i Reverendíssim Monsenyor Antoni Deig i Clotet, bisbe emèrit de Solsona.